# Jennifer Keesmaat
Pour les articles homonymes, voir Keesmaat.
Jennifer Keesmaat, née en 1970 à Hamilton, est une urbaniste canadienne, qui travaille dans un cabinet d'urbanisme puis devient responsable du service d'urbanisme de Toronto de 2012 à 2017. En 2018 elle se présente comme candidate à la mairie de la ville, mais n'arrive que deuxième. Par la suite elle est notamment nommée au Conseil national du Logement canadien.

## Jeunesse et formation
Jennifer Keesmaat naît en 1970 à Hamilton de Leonard et Irene, tous deux Hollandais arrivés au Canada durant leur enfance ; elle est la troisième de leur quatre filles. Son père est un artisan ayant travaillé notamment sur des chantiers de construction de gratte-ciels et d'universités. Sa mère est professeure d'art et potière. Jennifer obtient de très bonnes notes durant ses études secondaires mais travaille plus particulièrement ses compétences sportives, au point d'envisager une carrière de professeur de sport. Elle se réoriente finalement vers des études de droit à l'université Western.
Durant un camp sportif d'été en 1991, Jennifer rencontre Freeman, de trois ans son cadet, qu'elle épouse trois ans plus tard.

## Carrière dans l'urbanisme
Après leur mariage, le couple déménage à Vancouver où Freeman travaille comme directeur de jeunesse dans une église anglicane pendant que Jennifer est responsable de résidence à l'université de Colombie-Britannique. Ses nombreux déplacements à vélo lui font découvrir l'urbanisme, puis elle découvre les écrits de Jane Jacobs, ce qui la pousse vers l'urbanisme. À la fin des années 1990, elle retourne avec son mari à Toronto et suit une formation en urbanisme à l'université York.
À la fin de ses études en 2003, elle fonde l'agence d'urbanisme Office for Urbanism avec Antonio Gómez-Palacio et Harold Madi ; le premier projet remporté est la réhabilitation de la gare Union. Dans les années qui suivent, l'agence lance de nombreux chantiers dans plusieurs villes canadiennes ; le cabinet fusionne avec d'autres entités pour former l'agence Dialog, dont Jennifer Keesmaat codirige le département planification.
En 2012, la retraite de l'urbaniste en chef de Toronto amène la ville à lui rechercher un successeur. Un temps pressenti, Brent Toderian, échaudé après son départ de Vancouver, refuse à cause de la personnalité de Rob Ford. Un vétéran des services municipaux, Rollin Stanley, se désiste pour les mêmes raisons, et le choix se porte sur Jennifer Keesmaat, alors qu'elle-même se montre très dubitative, s'estimant peu faite pour une carrière administrative.
Dès son arrivée, elle commente son ressenti sur un blog où elle critique notamment la politique menée jusqu'alors en matière de logements et de circulation, ce qui lui vaut des remontrances de la part de Peter Milczyn (en). Elle poursuit ses critiques, notamment concernant les conflits d'intérêts des personnalités politiques, mais aussi les nombreuses carences de la ville. Sa parole très libre lui vaut en particulier l'inimitié de Denzil Minnan-Wong (en), et un certains nombre d'attaques à caractère sexiste. Son approche s'inscrit dans le nouvel urbanisme, très inspiré des villes européennes, notamment en termes d'accessibilité piétonne, de constructions de moyenne hauteur, de construction en ossature bois, de développement de pistes cyclables. Elle n'éhsite pas à s'opposer à Frank Gehry sur un projet de tours jumelles, lui faisant revoir sa copie, ce dont il la remercie plus tard.
Le magazine Planetizen considère Jennifer Keesmaat comme l'une des cent urbanistes les plus influentes de tous les temps.

## Carrière politique

Carte des votes en faveur de Jennifer Keesmaat à l'élection de 2018.

Le 27 juillet 2018, Jennifer Keesmaat annonce son intention de se présenter aux élections municipales de Toronto (en), notamment en réaction à l'annonce de Doug Ford de réduire de près de la moitié le nombre de conseillers municipaux. Elle est largement battue par John Tory, néanmoins elle arrive en deuxième place sur 35 candidats ; dans trois circonscriptions, elle obtient plus de 40 % des voix.
En 2020, elle publie la « 2020 Declaration for Resilience in Canadian Cities », un manifeste réclamant que la pandémie de Covid-19 soit l'occasion de repenser l'urbanisme des villes canadiennes et de revenir sur un demi-siècle d'urbanisme « non-soutenable »,.
Le 29 août 2024, le gouvernement du Canada nomme Jennifer Keesmaat et Teresa Goldstein au Conseil national du Logement,.